# Red Chute
Red Chute est une census-designated place de la paroisse de Bossier, en Louisiane, aux États-Unis. 